# Adoberies de Lleida
Les adoberies de Lleida són un conjunt arquitectònic del segle XVII on es realitzaven treballs relacionats amb la pell, com ara l'assecament, el tint o la venda, localitzades i excavades entre els anys 2000 i 2006 a l'actual Rambla de Ferran de Lleida. Actualment se'n conserven dues en perfecte estat de les sis que es van excavar, i es consideren les adoberies conservades en bon estat més antigues d'Espanya.

## Història

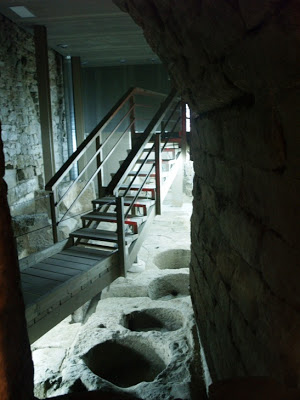
Vista parcial de les adoberies de Lleida.

Construïdes al segle xii, les adoberies es van emplaçar a la mateixa ubicació que unes adoberies anteriors d'època andalusina que havien quedat obsoletes, de les quals no es conserva res, ja que, les obres del complex arquitectònic que tractem van consistir a aixecar el sòl fins a arribar a una veta de pedra estable sobre la qual assentar-se i en la qual excavar les vies i fossats necessaris per als treballs de la pell.
La ubicació de les adoberies no és atzarosa, estaven lluny del nucli urbà, ja que els treballs de la pell solien comportar brutícia i contaminació, a més, se situaven vora dels rius Segre i Noguerola, fet que facilitava l'abocament de sobrants i químics. La localització de les adoberies permetia, a més a més, accés a aigua corrent durant tot l'any gràcies a les aigües subterrànies provinents d'un aqüífer natural situat al turó de la Seu Vella, aigua que encara es pot veure córrer en l'actualitat per les adoberies.

## Morfologia
Les adoberies constaven de tres parts fonamentals: una zona de treballs que se situava a la part més baixa, a l'actual Rambla Ferran; sobre aquesta, un nivell superior situat sota el carrer Blanquers on hi havia un magatzem i finalment una zona de residència i venda situada a peu del carrer del Carme.
De les 6 adoberies descobertes, l'anomenada numero 1 és la més gran de totes amb 100 m2 de superfície. A diferència de la resta, és de planta quadrada i s'hi accedia pel carrer Blanquers. Les altres 5 adoberies són de planta rectangular de 4,5 m d'ample per 20 de llarg.
Totes elles estaven cobertes, algunes per les voltes que suporten el carrer Blanquers, altres per un pis superior on s'estenia la pell.